# Джуна (телесериал)
«Джу́на» — российский многосерийный историко-биографический телевизионный художественный фильм, снятый режиссёром Вадимом Островским в 2015 году. Повествует о жизни и деятельности знаменитой советской и российской целительницы Джуны (Евгении Ювашевны Давиташвили). Роль главной героини исполнила актриса Лаура Кеосаян.
Премьера в России состоялась 21 сентября 2015 года на «Первом канале».

## Сюжет
Известный сценарист кинодетективов Андрей Петров приезжает к целительнице Джуне с целью написать о ней книгу. В интервью он расспрашивает её о детских годах, о том, как она открыла в себе необычные способности целительности, о лечении звёзд искусства и сильных мира сего… Петров пытается разгадать секрет таланта и успеха Джуны. Но вскоре вокруг самого Петрова начинают происходить странные события…

## В ролях
- Лаура Кеосаян — Джуна (Евгения Ювашевна Давиташвили), целительница
- Кирилл Кяро — Андрей Петров, сценарист
- Аполлинария Дашковская — Джуна в детстве
- Карим Абд Эль Кадер — Вахо (Вахтанг Давиташвили), сын Джуны
- Юрий Цурило — Аслан
- Рамиля Искандер — Александра Львовна
- Арсений Перель — Дима Полозков
- Надежда Иванко — Алиса, невеста сына Джуны
- Анзор Камариддинов — Бахтияр Закиров
- Елена Захарова — Ольга
- Сейдулла Молдаханов — Эльёр Ишмухамедов, режиссёр
- Владимир Епископосян — Муса Кастоев
- Александр Рапопорт — Георгий Васильевич Морозов, ректор Института Сербского
- Серго Кения — Виктор Давиташвили, первый муж Джуны
- Александр Зуев — учёный
- Александр Голобородько — Леонид Ильич Брежнев
- Вячеслав Жолобов — Юрий Владимирович Андропов
- Олег Горбачёв — Михаил Сергеевич Горбачёв
- Геннадий Хазанов — Аркадий Исаакович Райкин
- Владимир Горюшин — Николай Константинович Байбаков
- Валерий Ненашев — Михаил Андреевич Суслов
- Андрей Егоров — Евгений Иванович Чазов
- Фархад Гусейнов — Одельша Агишев, сценарист
- Владимир Свешников — Андрей Владимирович Снежневский, академик

## Съёмочная группа
- Вадим Островский — режиссёр
- Марк Левин, Юрий Сапронов, Павел Дувидзон — продюсеры
- Александр Бородянский — сценарист
- Юрий Райский, Алексей Родионов — операторы
- Александр Бакхаус, Максим Кошеваров — композиторы